# Ali Ismael
Ali Ismael (àrab: علي إسماعيل, ʿAlī Ismāʿīl) (28 de desembre de 1922 - 16 de juny de 1974) fou un compositor egipci autor de nombroses obres per a ràdio, cinema, teatre i opereta, així com per la banda folklòrica Reda Ensemble. Va ser l'autor de la banda sonora de més 350 pel·lícules egípcies entre 1940 i 1960. Ardent seguidor del president egipci Gamal Abdel Nasser, fou autor de nombroses cançons patriòtiques durant la Crisi de Suez, la Guerra dels Sis Dies i la Guerra de 1973, així com compositor de l'Himne nacional de Palestina. Ismael va morir d'un atac de cor al Caire als 51 anys.
La música era molt present a la família d'Ismael, ja que el seu pare formava part de la Royal Music Troupe. Després de la Segona Guerra Mundial, diversos músics estrangers van instal·lar-se a Egipte, propiciant l'aparició de nous músics locals que rebien diverses influències. Ismael tocava diversos instruments (saxofon, piano...) a bars i cabarets del Caire, especialment música jazz, i pel seu talent cridà l'atenció del compositor Abdel Al Wahab, que li va demanar que toqués el clarinet a la pel·lícula Ghazal al-banat (1949), en la seva primera aparició en una llarga trajectòria dins del cinema i la seva música. Va formar la seva banda de jazz, i va compondre per a cantants com Soraya Helmi i Nabila Kandeel (amb qui es va casar). Es va graduar el 1951 a l'Institut de Música Teatral, junt a una generació de bons músics com Abdel Halim Hafez. Va rebre una gran influència del compositor de bandes sonores grec Andre Ryder, que treballava a Egipte i li va obrir les portes de la indústria del cinema. El 1952 va compondre la seva primera cançó per als crèdits inicials de la pel·lícula La filla del riu. Durant la Crisi de Suez, va compondre la cançó Marxeu del meu cel, cantada per Fayda Kamel, que va esdevenir un himne patriòtic. Van ser anys on, sota el govern de Nasser, Ismael va guanyar popularitat a la ràdio. Ho aprofità component per al grup Trio Fun. També creà i dirigí la música de la Reda Ensemble, un grup de dansa folklòrica dirigit pels germans Reda que actualitzà la música tradicional egípcia. El grup Reda va participar en dos populars pel·lícules de l'època: Gharam fi al-Karnak (1965) i Agazet nos el Sana (1962). Durant la Guerra d'Octubre, les seves cançons patriòtiques Banderes de victòria o Mare d'un heroi van ser molt populars.